# Plany wojenne Stanów Zjednoczonych oznaczone kolorami
W latach 20. i 30. XX wieku Siły Zbrojne Stanów Zjednoczonych opracowały szereg oznaczonych kolorami planów wojennych, które nakreślały potencjalne strategie USA dla różnych hipotetycznych scenariuszy wojennych. Plany te, opracowane przez Wspólny Komitet Planowania (ang. Joint Planning Committee; później przekształcił się w Kolegium Połączonych Szefów Sztabów), zostały oficjalnie wycofane w 1939 roku wraz z wybuchem II wojny światowej na rzecz pięciu planów "Rainbow", opracowanych w celu sprostania zagrożeniu wojną na dwóch oceanach z wieloma wrogami.

## Kolory
Chęć wykorzystania przez US Army i US Navy tych samych symboli w swoich planach dała początek wykorzystaniu kolorów w amerykańskim planowaniu wojennym. Do końca 1904 r. Wspólna Rada (ang. Joint Board) przyjęła system odcieni, symboli i skrótowych nazw reprezentujących narody. Wiele planów wojennych stało się znanych dzięki kolorowi kraju, z którym były związane, a konwencja ta przetrwała do II wojny światowej. Ponieważ konwencja używania kolorów zakorzeniła się, niektóre z nich zostały ostatecznie ponownie wykorzystane, takie jak Grey, który pierwotnie odnosił się do Włoch, ale ostatecznie stał się planem zdobycia i okupacji portugalskich Azorów. We wszystkich planach Stany Zjednoczone określały się jako "Blue".
Planem, któremu poświęcono najwięcej uwagi, był War Plan Orange, seria planów awaryjnych dotyczących prowadzenia wojny z Japonią, stworzony nieoficjalnie w 1919 r. i oficjalnie w 1924 r. Orange stanowił część podstaw faktycznej kampanii przeciwko Japonii podczas II wojny światowej i obejmował ogromną blokadę gospodarczą Chin kontynentalnych oraz plany internowania Amerykanów pochodzenia japońskiego.

## Rozważania
Wiele planów wojennych było niezwykle nieprawdopodobnych, biorąc pod uwagę stan stosunków międzynarodowych w latach dwudziestych XX wieku i było całkowicie zgodnych z planami wojskowymi innych państw narodowych. Często młodsi oficerowie wojskowi otrzymywali zadanie aktualizowania każdego planu, aby utrzymać ich wyszkolenie i zajęcie (szczególnie w przypadku War Plan Crimson, inwazji na Kanadę). Niektóre kolory planów wojennych (np. wspomniany już wcześniej War Plan Grey) były z czasem zmieniane, co mogło powodować zamieszanie.
Chociaż Stany Zjednoczone stoczyły swoją ostatnią wojnę z Niemcami i miały stoczyć kolejną w ciągu dwudziestu lat, pojawiła się silna presja wewnętrzna, aby armia się zatrzymała, gdy okazało się, że armia konstruuje plan wojny z Niemcami; izolacjoniści sprzeciwiali się jakimkolwiek rozważaniom na temat zaangażowania w przyszły konflikt europejski. Mogło to zachęcić armię do skupienia się na bardziej spekulatywnych scenariuszach ćwiczeń planistycznych.

## Amerykańskie plany co do Ameryki Łacińskiej

### War Plan Green
W latach 10. stosunki między Meksykiem a USA były często niestabilne. W 1912 r. prezydent USA William Taft rozważał wysłanie sił ekspedycyjnych w celu ochrony mienia należącego do zagranicznych właścicieli przed zniszczeniem podczas rewolucji meksykańskiej. W ten sposób powstał War Plan Green. W 1916 roku wojska amerykańskie pod dowództwem generała Johna Pershinga najechały Meksyk w poszukiwaniu Pancho Villi, którego armia zaatakowała Columbus w Nowym Meksyku; wcześniej amerykańskie siły morskie zbombardowały i zajęły meksykański port Veracruz i zmusiły Victoriano Huertę do rezygnacji z prezydentury. W 1917 roku brytyjski wywiad przechwycił telegram z niemieckiego ministerstwa spraw zagranicznych do ambasady w mieście Meksyk, oferujący sojusz przeciwko Stanom Zjednoczonym i pomoc w zajęciu części USA. Ujawniony amerykańskim gazetom telegram Zimmermanna pomógł zwrócić amerykańską opinię przeciwko Niemcom i jeszcze bardziej zatruł atmosferę między Stanami Zjednoczonymi a Meksykiem. Stosunki z Meksykiem pozostawały napięte w latach 20. i 30. XX wieku.

### Na południe od Meksyku
Pomiędzy amerykańską wojną domową a I wojną światową amerykańskie wojsko interweniowało w sprawy krajów Ameryki Łacińskiej, w tym Kolumbii, Panamy, Haiti, Kuby i Nikaragui. Rozważano przy tym części planów "Gray" i "Purple", choć nigdy ich oficjalnie nie aktywowano.

## Lista planów wojennych
| Nazwa w j. angielskim | Opis |
| --------------------- | --- |
| War Plan Black        | Plan wojny z Niemcami. Najbardziej znana wersja Black powstała jako plan awaryjny podczas I wojny światowej na wypadek upadku Francji i próby zajęcia przez Niemcy Antyli Francuskich lub przeprowadzenia ataku na Wschodnie Wybrzeże. |
| War Plan Grey         | Istniały dwa plany wojenne o nazwie Gray: 1. Plan interwencji w Ameryce Środkowej i na Karaibach 2. Plan inwazji na Azory. |
| War Plan Brown        | Plan stłumienia powstania na Filipinach |
| War Plan Tan          | Plan interwencji na Kubie |
| War Plan Red          | Plan dla Imperium Brytyjskiego, z podwariantami dla brytyjskich dominiów: -Crimson (Kanada) -Ruby (Indie) -Scarlet (Australia) -Garnet (Nowa Zelandia), -Emerald (Wolne Państwo Irlandzkie). |
| War Plan Orange       | Plan wojny z Cesarstwem Wielkiej Japonii |
| War Plan Red-Orange   | Rozważano wojnę na dwa fronty, jednocześnie z Cesarstwem Japonii (Orange) i Imperium Brytyjskim (Red) (sojusz brytyjsko-japoński). Analiza ta doprowadziła do zrozumienia, że Stany Zjednoczone nie posiadały zasobów do prowadzenia wojny na dwa fronty. W rezultacie zdecydowano, że jeden front powinien być priorytetem dla ofensywy, podczas gdy drugi miał być defensywny, odpowiednio dla wojny z brytyjskimi terytoriami w Ameryce Północnej i na Atlantyku oraz z Wielką Brytanią i Japonią na Pacyfiku. |
| War Plan Yellow       | Plan wojny w Chinach - w szczególności przewidując powtórkę powstania bokserów. |
| War Plan Gold         | Plan wojny z Francją i/lub jej karaibskimi koloniami |
| War Plan Green        | Obejmował wojnę z Meksykiem lub tak zwaną "meksykańską interwencję wewnętrzną" w celu pokonania sił rebeliantów i ustanowienia proamerykańskiego rządu. War Plan Green został oficjalnie anulowany w 1946 roku. |
| War Plan Indigo       | Wiązało się to z okupacją Islandii. W 1941 roku, gdy Dania znajdowała się pod niemiecką okupacją, Stany Zjednoczone faktycznie zajęły Islandię, odciążając brytyjskie jednostki podczas bitwy o Atlantyk. |
| War Plan Violet       | Plan dotyczący Ameryki Łacińskiej. |
| War Plan White        | Zajmował się wojną domową w USA, a później przekształcił się w operację GARDEN PLOT, ogólny amerykański plan wojskowy na wypadek niepokojów społecznych i pokojowych protestów. Komunistyczni rewolucjoniści byli uważani za najbardziej prawdopodobne zagrożenie przez autorów War Plan White. |
| War Plan Blue         | Obejmował plany obronne i przygotowania, które Stany Zjednoczone powinny podjąć w czasach pokoju. |
| War Plan Pink         | Atak na nieistniejące już ZSRR |